# Xã Drum Creek, Quận Montgomery, Kansas
Xã Drum Creek (tiếng Anh: Drum Creek Township) là một xã thuộc quận Montgomery, tiểu bang Kansas, Hoa Kỳ. Năm 2010, dân số của xã này là 510 người.